# Bulltoftaparken
Bulltoftaparken är en park i Malmö som ingår i Bulltofta rekreationsområde. Den anlades mellan 1983 och 1987 på mark som har tidigare varit en del av Bulltofta flygplats. Bulltoftaparken är indelad i tre zoner:
- Naturzonen består av skogspartier med lövträd av olika slag. Den har också ängar och våtmarker, såsom dammar och Risebergabäcken rinner genom området.
- Parkzonen har odlingslotter och ett arboretum.
- Idrottszonen har bollplaner, tre tennisplaner, bangolf och ett motionscenter. På området finns också flera motions- och promenadslingor på mellan 2,2 och 5 km.

I parken har Malmö OK sin klubbstuga.

## Galleri

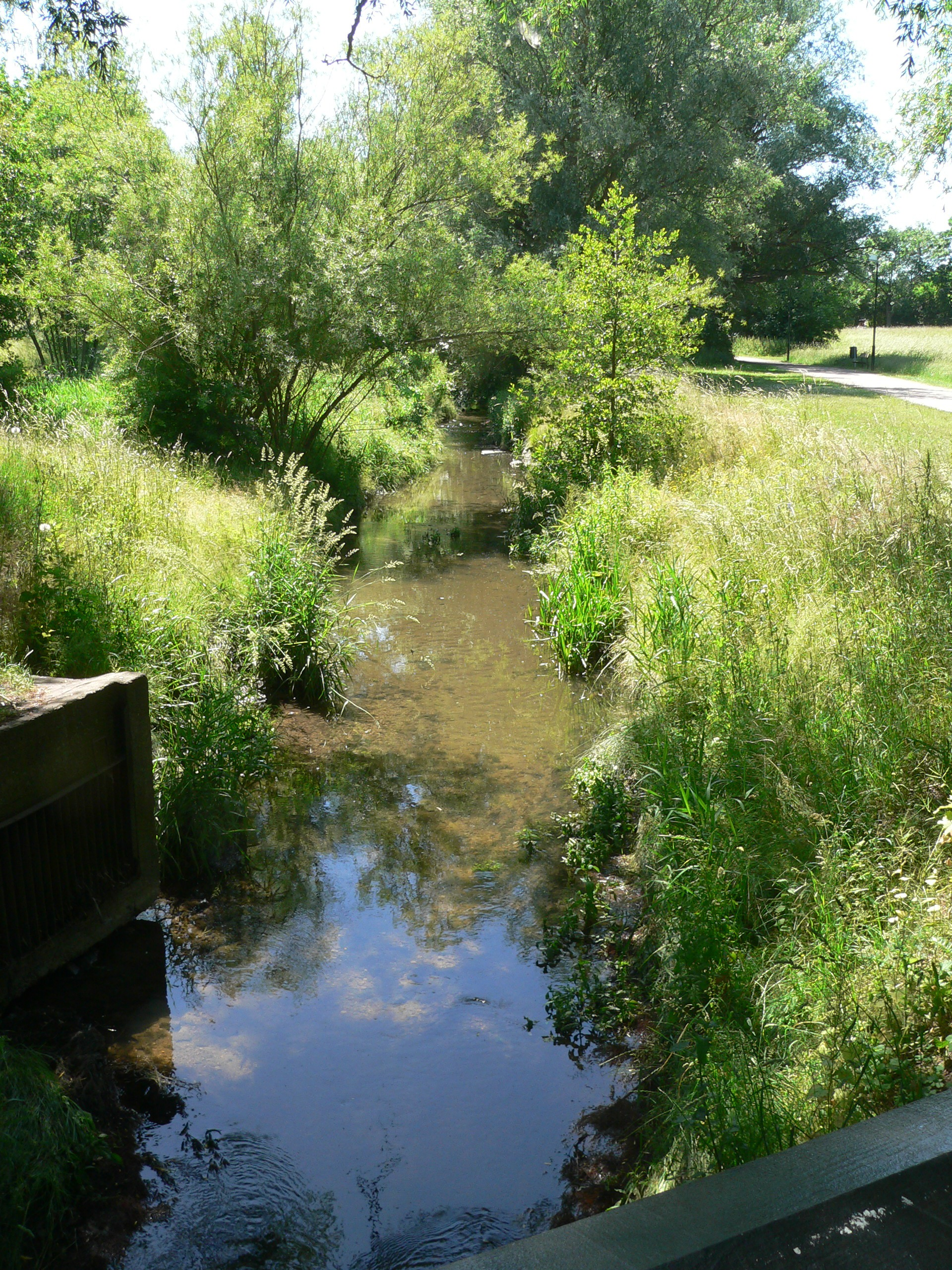
Risebergabäcken har lugna partier...
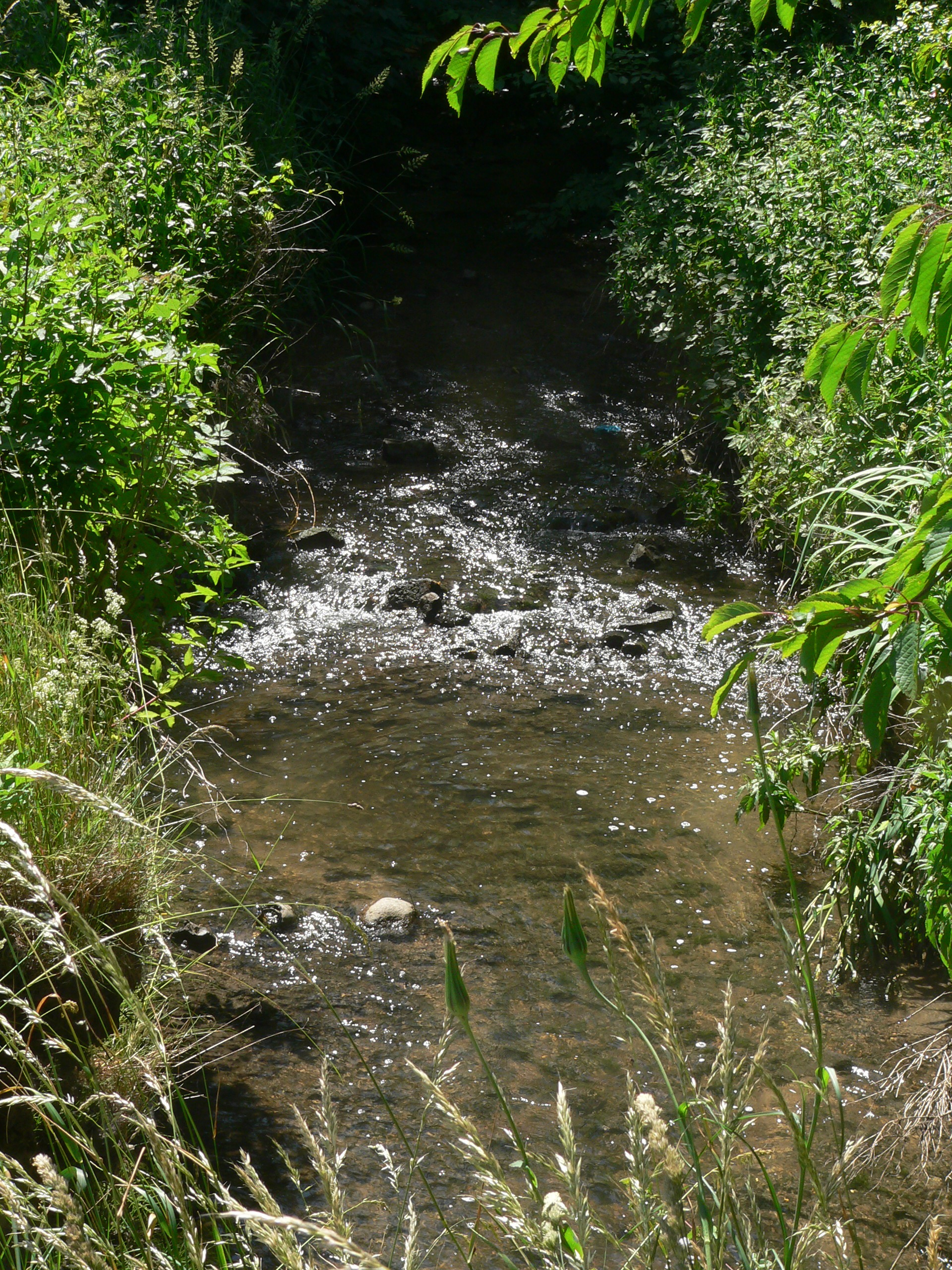
...och lite mer strömmande.
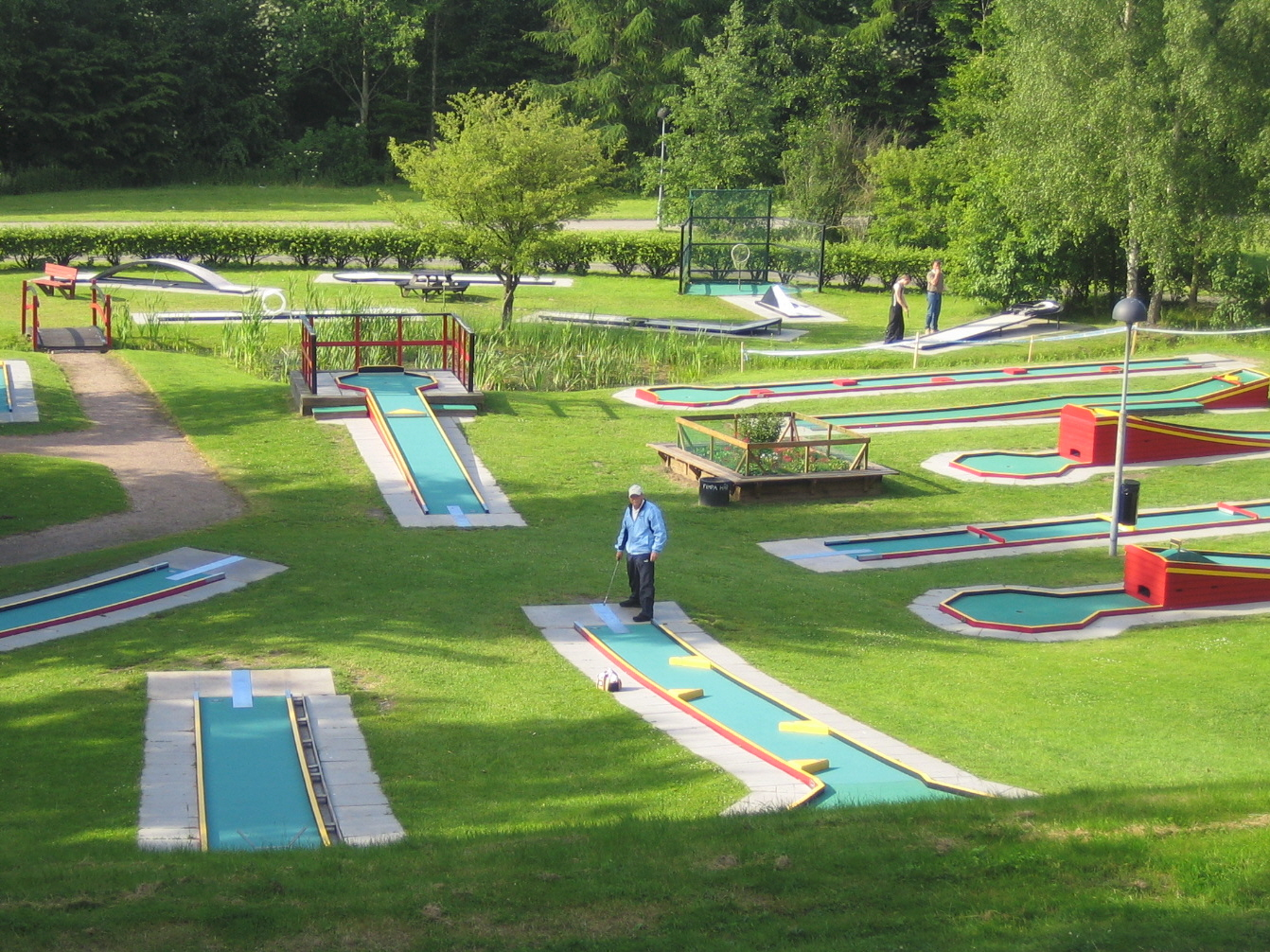
Bangolfbanorna i Bulltoftaparken.
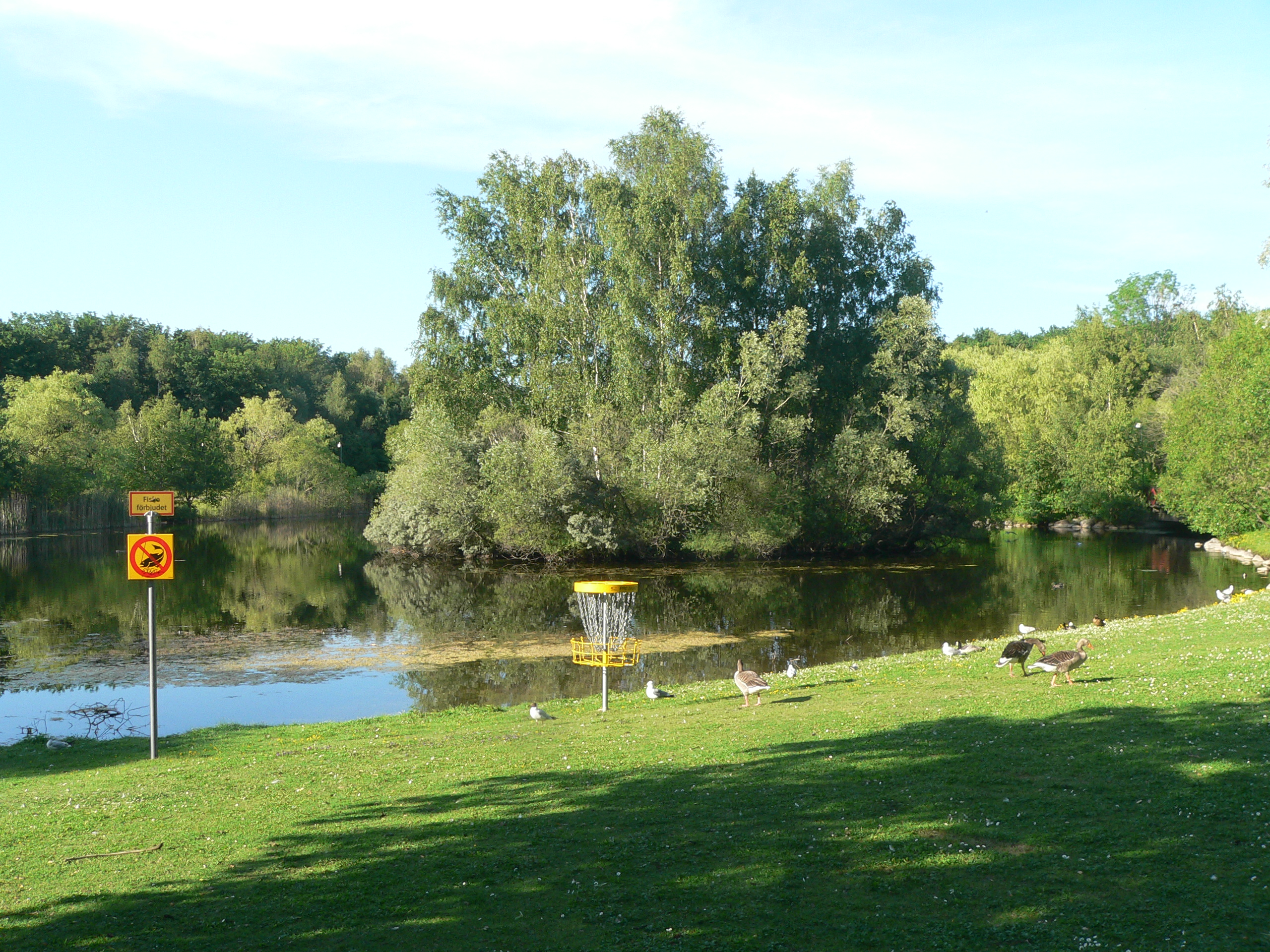
Den västligaste av dammarna på Bulltofta rekreationsområde är också ett vattenhinder på frisbeegolfbanan.
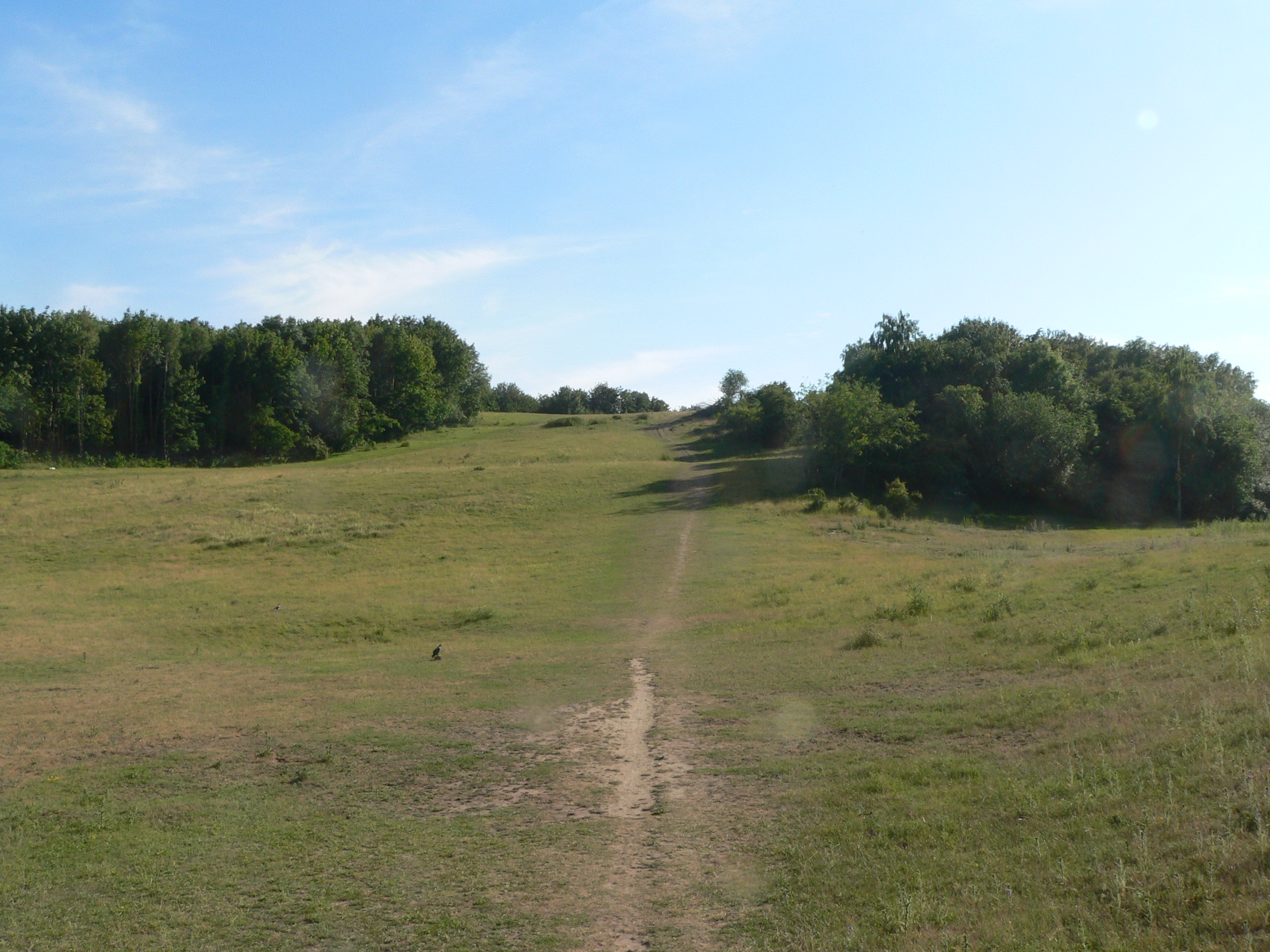
Hohögsåsen går längs södra delen av Bulltoftafältet och fortsätter ut i den östra delen där "skidbacken" (på sommaren tjänstgörande som kohage) ligger.
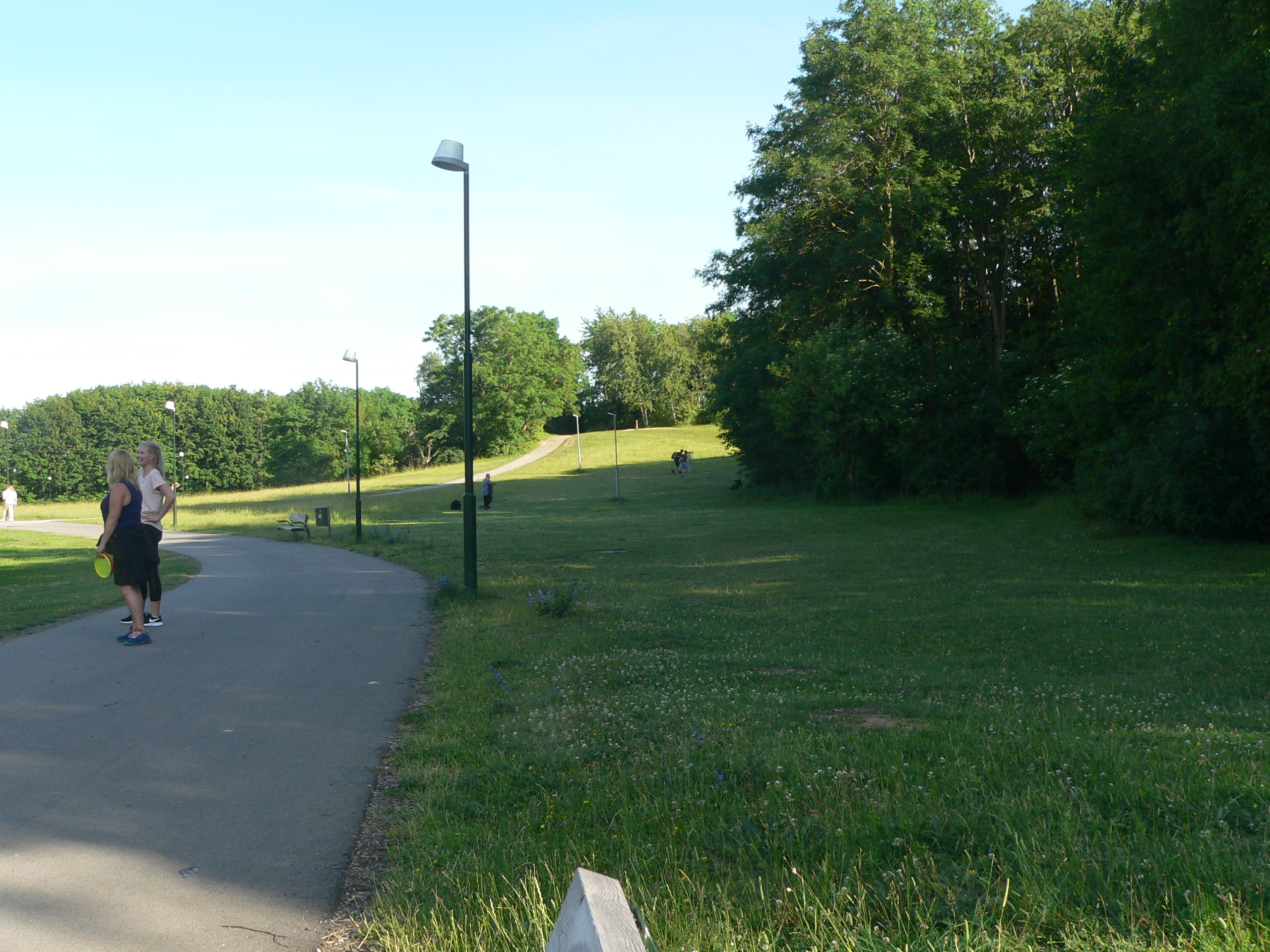
På vintern "pulkabacken", på sommaren spelas det frisbeegolf kors och tvärs.